# 井沢義雄
井沢 義雄（いざわ よしお、1923年12月20日 - 1996年12月14日）は、フランス文学者、神戸大学名誉教授。
兵庫県生まれ。東京帝国大学仏文科卒。文芸評論を書いたのち、1954年神戸大助教授、教授。1987年定年退官、名誉教授。ヴァレリーと石川淳を論じた。1996年12月14日、肺癌のため死去。

## 著書
- ヴァレリイの詩 <魅惑>の訳と註解 弥生書房 1958
- 石川淳 弥生書房 1961
- 若きパルク ヴァレリーの詩 弥生書房 1973
- 石川淳の小説 岩波書店 1992.5

## 翻訳
- 恋愛について ロジェ・ニミエ ダヴィッド社 1954
- 神々 アラン 弥生書房 1956
- 人生語録 アラン 杉本秀太郎共訳　弥生書房 1960
- 人間論 アラン 角川文庫 1963
- ヴァレリイ詩集 弥生書房 1964 (世界の詩)
- ヴァレリー全集 5 言わざりしこと スケッチ 底意 筑摩書房 1973
- デカルト伝 アドリアン・バイエ 井上庄七共訳 講談社 1979.4

## 参考
- 井沢義雄教授略歴,著書・訳書・論文目録「近代」1987-1988